# IC 285
IC 285 ist eine linsenförmige Galaxie vom Hubble-Typ SAB0/a im Sternbild Eridanus am Südsternhimmel. Sie ist schätzungsweise 144 Millionen Lichtjahre von der Milchstraße entfernt und hat einen Durchmesser von etwa 45.000 Lj.

Im selben Himmelsareal befinden sich u. a. die Galaxien NGC 1195, NGC 1196, NGC 1200, IC 287.
Das Objekt wurde am 7. Dezember 1893 vom französischen Astronomen Stéphane Javelle entdeckt.